# 张立彬
张立彬（1955年—），男，浙江义乌人，中国机器人专家，曾任浙江工业大学校长、教授。主要研究兴趣在农业自动化和农业机器人。

## 生平
1955年8月生于浙江金华义乌，祖籍丽水景宁。本科及研究生就读于浙江农业大学（今浙江大学）。1985年，毕业后在浙江农业大学任教。曾先后担任浙江农业大学农业工程系系主任和农业工程学院院长。1994年，转入浙江工业大学，成为浙江工业大学的党委委员和副校长。2000年12月，升任浙江工业大学常务副校长。2005年3月，任浙江工业大学校长。2015年7月，卸任校长职务。

## 社会兼职
主要学术兼职有：浙江省科学技术协会副主席，中国农业工程学会理事。